# Сант-Мікель-де-Сольтерра (гора)
Сант-Мікель-де-Сольтерра або Сант-Мікель-де-лес-Формігес — найвища гора гірського масиву Гільєрі, Каталонія, Іспанія. Він має висоту 1201,9 метрів над рівнем моря.